# Stocken-Höfen
Stocken-Höfen är en kommun i distriktet Thun i kantonen Bern, Schweiz. Kommunen har 1 017 invånare (2023). Den 1 januari 2014 slogs kommunerna Niederstocken, Oberstocken och Höfen samman till Stocken-Höfen.